# Tracinda
Tracinda Corporation é uma empresa de investimentos controlada por Kirk Kerkorian. Um dos seus principais ativos é o MGM Mirage. A empresa foi batizada em homenagem às filhas de Kirk, Tracy e Linda.

## Investimento na GM
A empresa chegou a controlar 10% de participação na General Motors, tendo se desfeito do investimento em novembro de 2006, quando a GM recusou a oferta de participar da aliança Renault-Nissan, contrariando a sugestão da Tracinda.

## Investimento na Ford
Em 9 de maio de 2008 a Tracinda fez uma oferta pública para aquisição de 20.000.000 de ações da Ford, o que elevaria sua participação para 5,5% do capital votante da companhia. A Ford solicitou aos seus acionistas que não aceitem a oferta antes do conselho de administração da companhia se pronunciar, o que deve ocorrer no dia 22 de maio. Especula-se que, assim como fez com a GM, Kirk Kerkorian seja um acionista minoritário ativo na Ford e chegue até mesmo a sugerir a entrada da empresa na aliança Renault-Nissan.